# رجینالد لانگ
رجینالد لانگ (انگلیسی: Reginald Long؛ ‏ ۱۰ مارس ۱۸۹۹ – ۱۹۸۰) فیلم‌نامه‌نویس، بازیگر و کارگردان فیلم اهل بریتانیا بود.
از فیلم‌هایی که وی در آن‌ها نقش داشته‌است، می‌توان به بابات کیه؟ و آرایش اشاره نمود.